# Œufs en meurette
Pour les articles homonymes, voir Œuf et Meurette.
Les œufs en meurette (ou œufs en matelote) sont un plat traditionnel de la cuisine bourguignonne, à base d'œufs pochés et de sauce au vin rouge meurette (ou sauce bourguignonne).

## Description
Cette recette de cuisine au vin est composée d'œufs pochés, et de sauce meurette (ou sauce bourguignonne) composée de vin rouge du vignoble de Bourgogne, de lardons, d'oignons, et d'échalotes revenus dans du beurre, avec également éventuellement des oignons grelots, et des champignons de Paris.

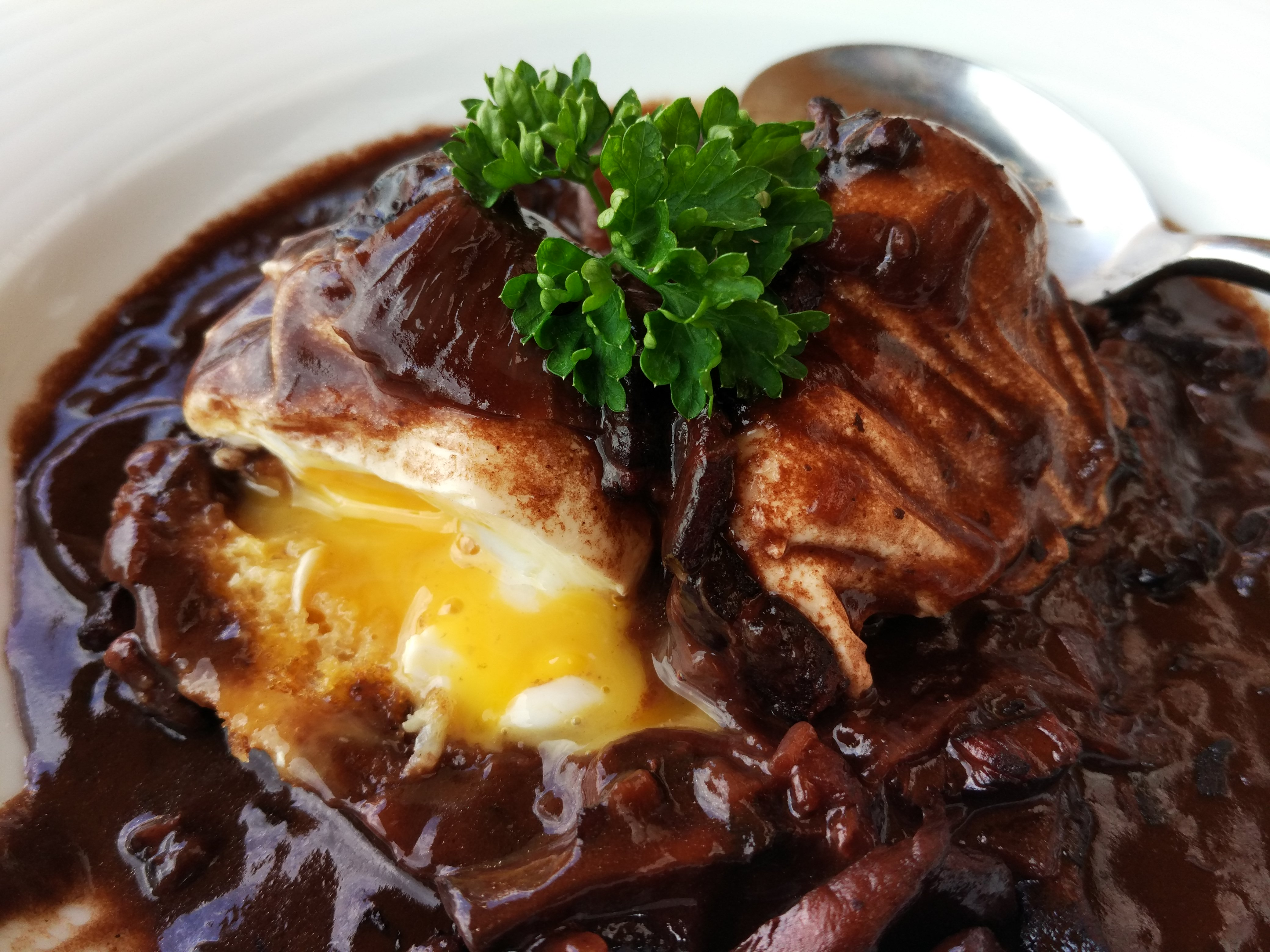
Avec jaune d’œuf coulant et persil.
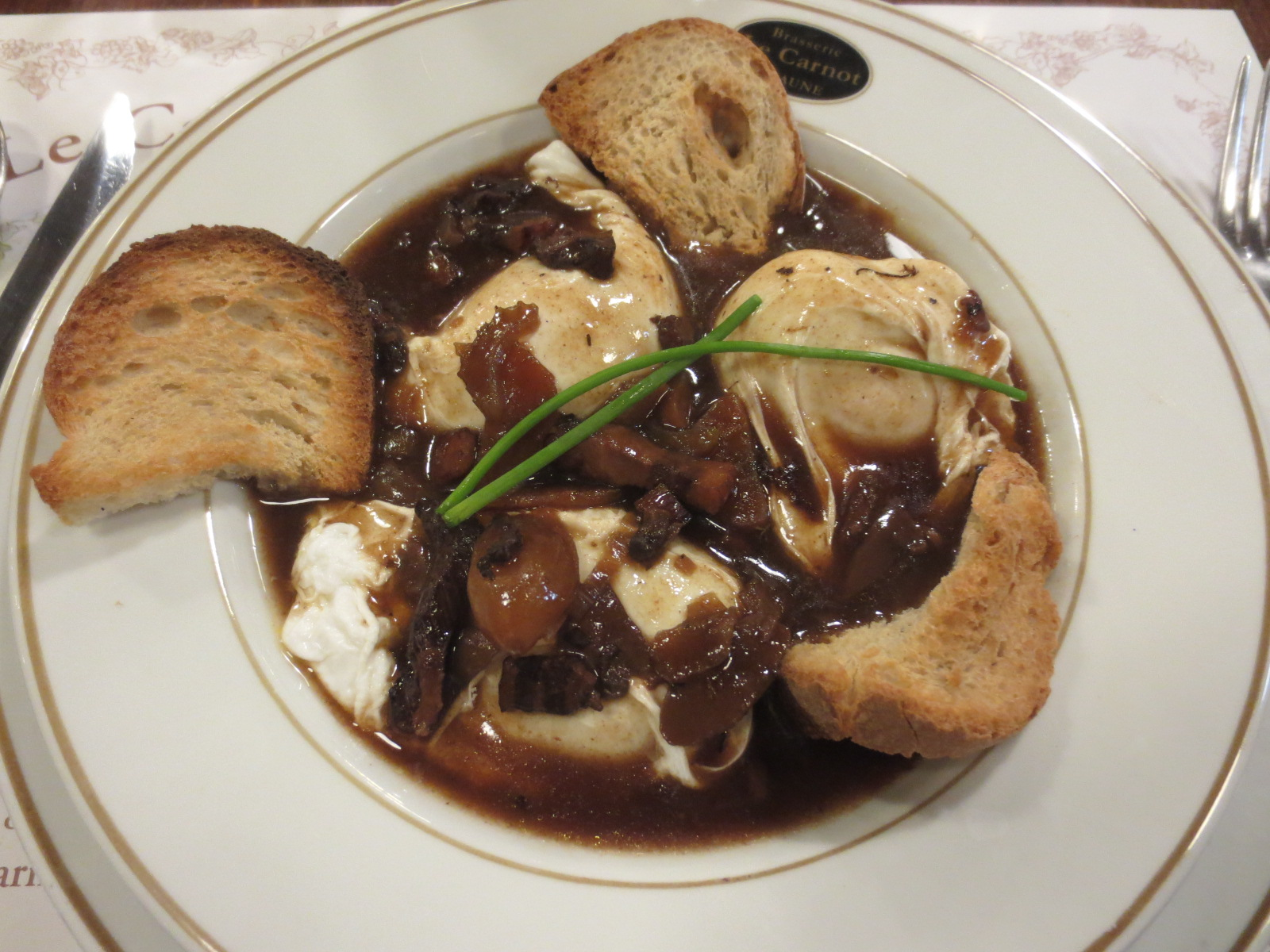
Servis avec du pain grillé aillé.
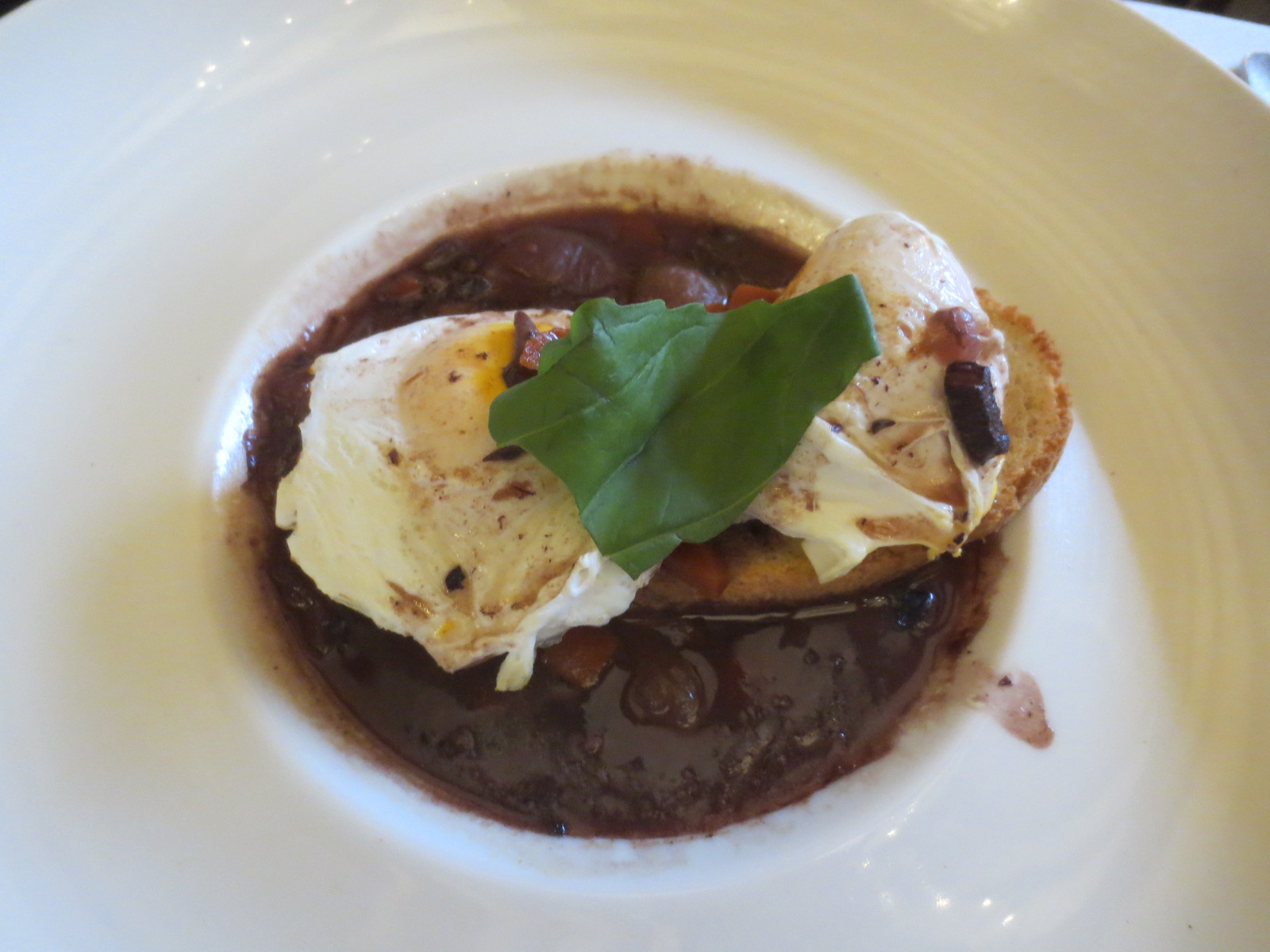
Servis sur pain grillé aillé.
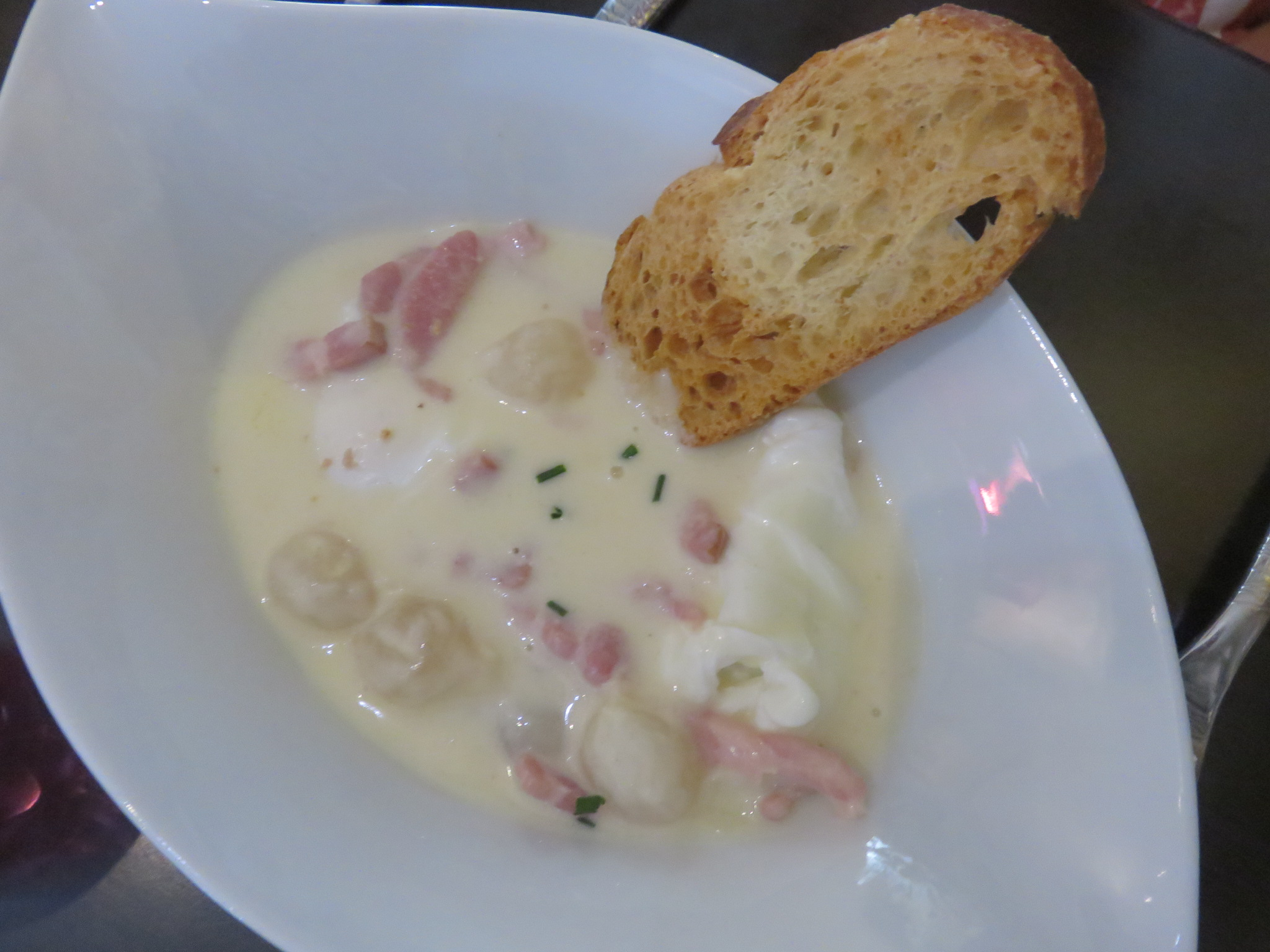
Variante au crémant-de-bourgogne.

Il existe deux variantes de cuisson, soit les œufs sont pochés dans de l'eau bouillante vinaigrée, servis avec la sauce Meurette (où le blanc d’œuf conserve sa couleur blanche) soit directement cuit dans la sauce Meurette (où l’œuf s’imprègne de la couleur et du goût de la sauce Meurette). Cette méthode a donné les œufs Zinoff que rapporte Fulbert-Dumonteil (1901) on cuit dans la poêle beurre, lardons, bourgogne, oignons, ail, sel, quand le tout est lié on y poche les œufs.  
Ils sont parfois cuisinés avec une sauce au vin blanc, ou au crémant, et généralement servis avec, ou sur du pain grillé aillé. La recette morvandelle incorpore également un fond de veau et du persil.
Paul Bocuse en a donné une recette simplifiée qu'il appelle « œufs pochés à la beaujolaise ».

## Événement
Chaque année depuis 2020, un championnat du monde de l'œuf en meurette est organisé au château du Clos de Vougeot, en Côte-d'Or.